# هارون إرنست
هارون إرنست (بالإنجليزية: Aaron Ernest)‏ هو منافس ألعاب قوى أمريكي، ولد في 8 نوفمبر 1993 في نيو أورلينز في الولايات المتحدة.

## وصلات خارجية
- هارون إرنست على موقع الاتحاد الدولي لألعاب القوى (الإنجليزية)
- هارون إرنست على موقع الدوري الماسي (الإنجليزية)
- هارون إرنست على موقع TFRRS.org (الإنجليزية)